# مالکا چینکا
مالکا چینکا (به بلغاری: Malka Chinka) یک منطقهٔ مسکونی در بلغارستان است که در شهرستان کروموفگراد واقع شده‌است.